# Dominique Barthélemy (historien)
Pour les articles homonymes, voir Dominique Barthélemy et Barthélemy.
Dominique Barthélemy, né le 7 octobre 1953 à Paris, est un historien français, membre de l'Institut (Académie des Inscriptions et Belles-Lettres).
Il est spécialiste du Moyen Âge central.

## Biographie
Ancien élève de l'École normale supérieure (1972), il est agrégé d'histoire. Ses maîtres étaient Pierre Toubert , Jacques Le Goff, et Georges Duby dont il a repris l'héritage en ajustant certaines de leurs idées.
Il a soutenu sa thèse sur la seigneurie de Coucy : Les deux âges de la seigneurie banale. Pouvoir et société dans la terre des sires de Coucy (milieu du XIe -milieu du  XIIIe siècle.) (Paris-IV, 1984).
Directeur d'études à l'École pratique des hautes études (1994), il est aussi professeur d'histoire médiévale à l'université de Paris IV (2000) après avoir enseigné l'histoire médiévale à l'Université Paris XII de Créteil pendant les années 1990.
S'inspirant de l'anthropologie et repartant de Marc Bloch dans l'exploitation d'un corpus particulièrement dense, D. Barthélemy revient sur plusieurs questions anciennes et ouvre des pistes nouvelles dans sa thèse d'État (La société dans le comté de Vendôme, de l'an mil au XIVe siècle, Paris-IV, 1993)[réf. souhaitée].
Il a été membre senior de l'Institut universitaire de France de 2012 à 2017.
Il a été élu le 7 février 2020 à l'Académie des Inscriptions et Belles-Lettres.
L'Histoire le qualifie en 2013 de « protagoniste important de vifs débats historiographiques sur l'émergence et le fonctionnement de la société féodale », et Libération indique en 2007 sa « manière combative de faire l'histoire ».

## Apports
Dans les notices du Vendômois et des Pays de Loire, il trouve matière à analyser l'interaction sociale dans laquelle le servage et la vassalité sont des enjeux importants au XIe siècle, sans pour autant que toute justice publique ait disparu vers l'an 1000. Il rejette le littéralisme des tenants la « mutation de l'an mil », et reforme un concept du servage postcarolingien, dans la lignée de Fustel de Coulanges et de Marc Bloch, mais en insistant davantage sur le mariage des serfs et en s'inspirant (avec prudence) des suggestions de l'anthropologie. Il insiste sur l'importance du mariage des serfs et sur les conflits auxquels donne lieu le statut servile, conflits que les affranchissements et auto-déditions de serves et serfs sont faits pour résoudre, souvent par compromis. Examinant ensuite des dossiers de diverses régions de France, il s'oppose à la vision de l'an mil développée et cautionnée par Georges Duby, synthétisée par Jean-Pierre Poly et Éric Bournazel (La mutation de l'an mil a-t-elle eu lieu ? Servage et chevalerie dans la France des Xe et XIe siècles, 1997). Mais Dominique Barthélemy reconnaît dans sa thèse d'État sur le Vendômois qu'il ne peut comparer la société du XIe siècle à la société carolingienne, puisqu'il ne dispose pour cette région d'aucune source antérieure à 970, « et très peu avant 1040 ». Sur ce point, il a été critiqué par Frédéric de Gournay à partir de l'exemple du Rouergue, dont la documentation autorise une telle comparaison.
Il réagit également contre une tendance de médiévistes récents, telle Susan Reynolds, à rejeter les concepts mêmes de vassalité et de fief. Il propose plutôt de les repenser dans le cadre de l'interaction sociale. Son analyse du Conventum Hugonis poitevin détecte, aux abords de l'an mil, des violences (physiques et symboliques) de reproduction féodale et non de révolution féodale. Ses travaux sur la justice sont menés en relation avec ceux de Stephen White et de Bruno Lemesle.
Dans sa critique de la « mutation de l'an mil », qui est aussi une quête d'éléments pour conceptualiser les statuts sociaux et décoder les sources, Dominique Barthélemy porte une attention toute particulière aux traces de controverses et à la confection de récits. Beaucoup de ses apports reposent sur les récits de procès, tractations et confrontations, de miracles, de faits d'armes. En 2004, son recueil d'études sur Chevaliers et miracles : la violence et le sacré dans la société féodale, 2004, propose une réinterprétation de la Vie de saint Géraud d'Aurillac, un lecture sociale des Miracles de sainte Foy et des Miracles de saint Benoît. Il a par la suite analysé les « jeux de sainte Foy » (miracles de peu) et la guérison des possédés.
Son essai sur les origines de la chevalerie (La chevalerie. De la Germanie antique à la France du XIIe siècle, 2007, 2e éd.revue, 2012) développe l'idée d'une mutation chevaleresque de l'interaction féodale au fil du XIe siècle, notamment par la lecture des chroniques normandes, et vient rejoindre et prolonger des travaux de l'école anglaise comme ceux de Maurice Keen, John Gillingham et Matthew Strickland. La chevalerie est définie comme un idéal d'émulation et d'élégance entre chevaliers, qui entre en pratique dans une certaine mesure et par intermittences dans les guerres féodales et les tournois à partir de 1050 environ, et qui passe en littérature dans les romans du XIIe siècle. La recherche de l'estime de l'adversaire et une sorte de connivence avec lui prolongent et amplifient une tendance déjà présente (Barthélemy parle d'un tropisme chevaleresque) dans les sociétés de vengeance du haut moyen âge, que les auteurs d'antan tenaient pour "germaniques" et dans lesquelles ils ne voyaient souvent pas autre chose qu'une violence barbare.
Dominique Barthélemy a publié avec des spécialistes d'autres élites guerrières, notamment Jean-Claude Cheynet pour celle de l'empire byzantin et Pierre-François Souyri pour celle du Japon de Heian et Kamakura.
Restant essentiellement appliqué à l'étude de la France féodale, il a détecté, davantage encore qu'Hartmut Hoffmann en 1964, l'importance des « milices de paix » appelées communes et il analyse les dossiers de transition de la commune diocésaine à la commune urbaine (Le Mans, 1070, Amiens, 1115). Il a édité en collaboration avec Nicolas Ruffini-Ronzani le serment de paix du diocèse de Toulouse (1163) que ce dernier avait retrouvé dans les papiers d'Arthur Giry à l'EPHE, et en a donné un commentaire détaillé.
La relation entre la chevalerie et les communes est particulièrement intéressante et problématique dans les récits de la bataille de Bouvines (1214). Dominique Barthélemy a constaté à l'occasion du 8e centenaire (2014) que plusieurs dossiers sur elle restaient en friche, et il en a entrepris l'étude, encouragée et aidée par Philippe Contamine, Jean-Marie Moeglin, Isabelle Guyot-Bachy et Xavier Hélary. Son étude parue en 2018 commence par replacer la bataille dans l'interaction féodale du temps de Philippe-Auguste, avant d'examiner l'enjeu des récits du XIIIe siècle et les étapes d'une historiographie qui a transformé Bouvines en une bataille de guerre moderne et dont la germanophobie a méconnu la vision chevaleresque des Allemands dans la Philippide de Guillaume le Breton[réf. souhaitée].

## Publications
- Les deux âges de la seigneurie banale. Pouvoir et société dans la terre des sires de Coucy (milieu du XIe - milieu du  XIIIe siècle), Sorbonne, 1984 (thèse préparée sous la direction de Jean-François Lemarignier puis d'Olivier Guillot)[réf. nécessaire].

- Prix Gobert 1985 de l’Académie des inscriptions et belles-lettres.
- L'Ordre seigneurial. Nouvelle Histoire de la France médiévale, t. 3, Seuil, 1990.
- La société dans le comté de Vendôme, de l'an mil au XIVe siècle, Sorbonne, 1993 (thèse d'État ; première médaille du Concours des antiquités de la France en 1994, Académie des inscriptions et belles-lettres[25])

- Prix Augustin Thierry 1994 de l'Académie française
- La mutation de l'an mil a-t-elle eu lieu ? Servage et chevalerie dans la France des Xe et XIe siècles, Fayard, 1997.
- L'an mil et la Paix de Dieu : la France chrétienne et féodale (980-1060), Fayard, 1999.
- Chevaliers et miracles : la violence et le sacré dans la société féodale, Colin, 2004.
- La chevalerie : de la Germanie antique à la France du XIIe siècle, Fayard, 2007; Perrin "Tempus", 2012.

- Prix d’Académie 2008 de l'Académie française
- Nouvelle Histoire des Capétiens (987-1214), Le Seuil, L'Univers historique, 2012.
- La bataille de Bouvines. Histoire et légendes, Perrin, 2018, 542 p.

## Décorations
- Chevalier de l'ordre des Palmes académiques[26].